# Zoidberg
Zoidberg, eller doktor John A. Zoidberg är en karaktär i TV-serien Futurama. Zoidberg är en hummerliknande utomjording från planeten Decapod 10, arbetar som läkare till leveransföretaget Planet Express trots att han har ett bristande förstående för den mänskliga fysiologin.  

## Biografi
Zoidberg är något av ett irritationsmoment på företaget för de andra, Fry, Bender, Leela, Hermes och Amy. Förutom sin bristande kunskap om hur människokroppen fungerar luktar han illa, ber ständigt om mat då han själv är fattig och lever i en container. Zoidberg själv ser dock sina medarbetare som goda vänner. Zoidberg hade under sin ungdom, och även senare, drömmar om att bli en sångare, dansör, komiker, eller liknande. Han studerade dock, efter tryck från sin familj, medicin med inriktning på utomjordingar. Zoidberg har en längre historia med Planet Express chef, professor Farnsworth och är gudfar till hans son, Cubert.

## Produktion av karaktär
Zoidbergs röst görs av Billy West, med en jiddisch-association och inspireras av skådespelarna George Jessel och Lou Jacobi. Namnet Zoidberg kommer av ett spel som seriens skapare David X. Cohen skapade för hemdatorn Apple II, spelet bar namnet Zoid och påminde om spelet Qix. Idén till Zoidberg fick Cohen då han ansåg att utomjordingar i serien Star Trek måste ha en obekväm känsla då de möter en människa till doktor. Designen gjordes av skaparen av TV-serien, Matt Groening. 